# Żabi Róg
Żabi Róg (niem. Horn) – wieś w Polsce położona w województwie warmińsko-mazurskim, w powiecie ostródzkim, w gminie Morąg.
Wieś położona jest nad Jeziorem Żabim na Pojezierzu Iławskim. Do wsi należą również osada Żabi Róg (stacja kolejowa) oraz kolonia Mały Horn położona nad jeziorem Narie. 
W roku 2021 we wsi mieszkały 1103 osoby, z czego 50,6% mieszkańców stanowiły kobiety, a 49,4% mężczyźni. 
Żabi Róg znajduje się na terenie krainy historycznej Prusy Górne. Wieś jest siedzibą sołectwa.

## Opis

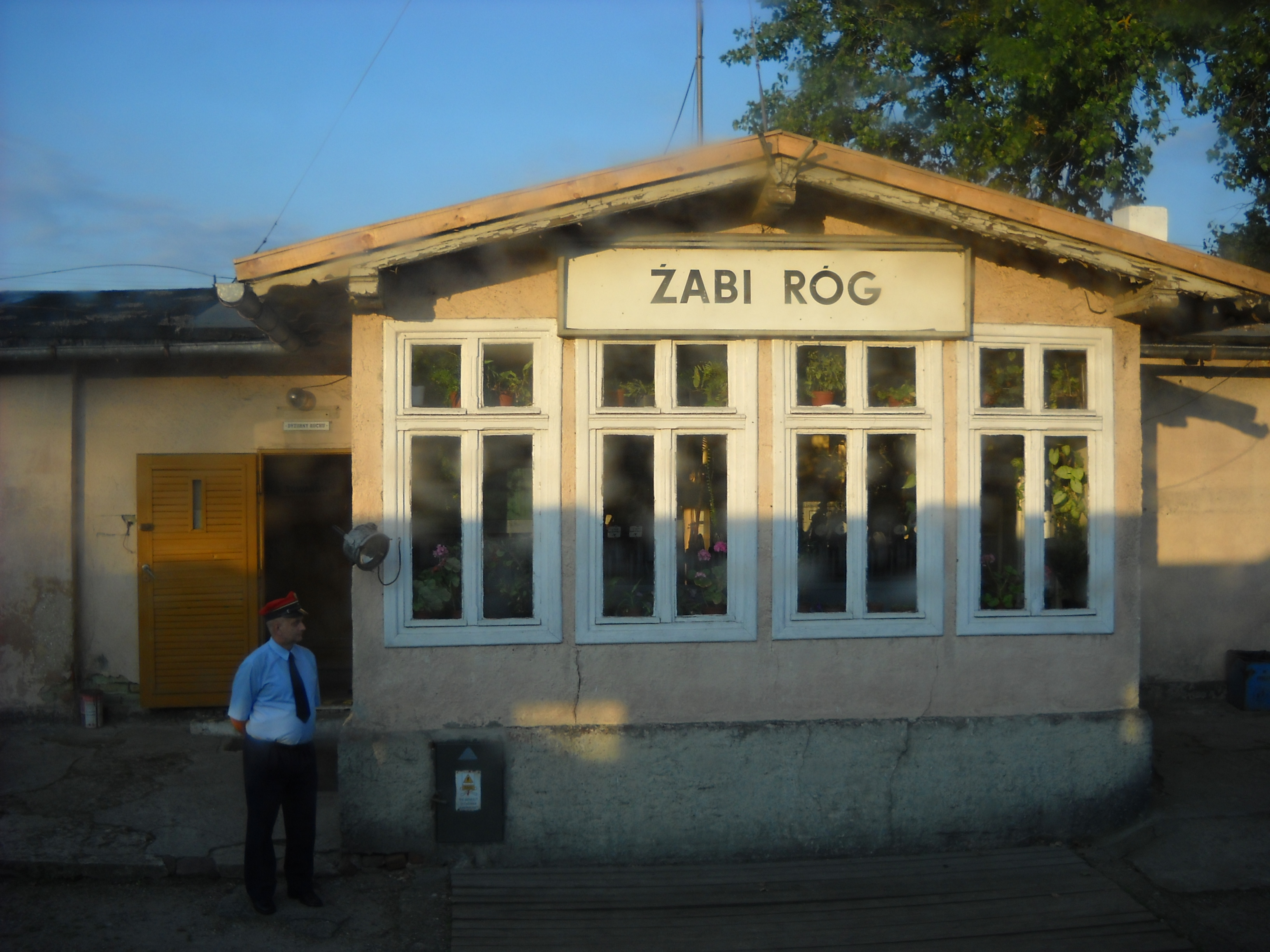
Stacja kolejowa Żabi Róg (2009 rok)

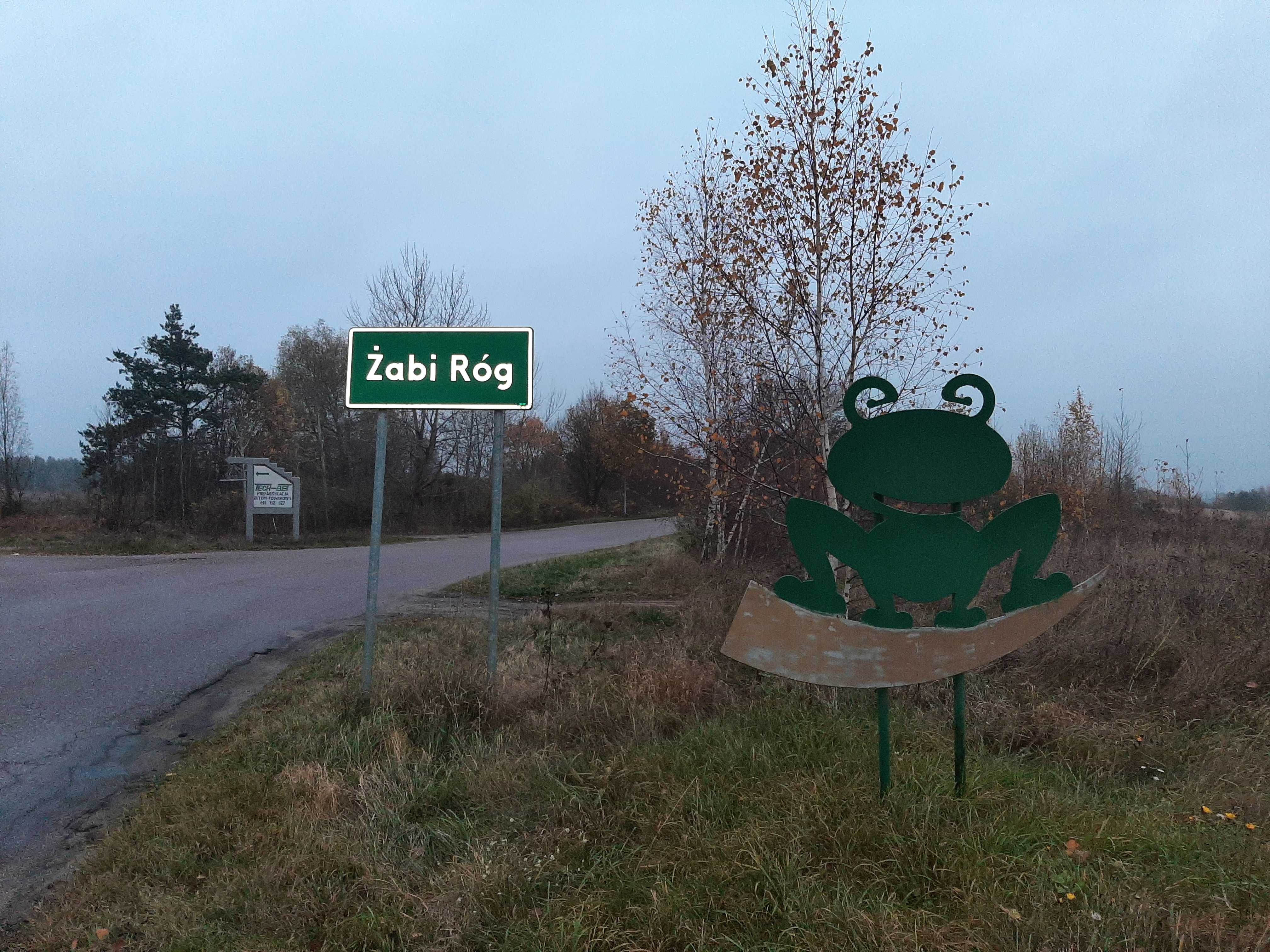
Żabi Róg, wjazd do wsi

Wieś ma charakter turystyczno-przemysłowy. 

### Turystyka
Żabi Róg leży nad rynnowym Jeziorem Żabim (24,8 ha), w otoczeniu pagórkowatego krajobrazu pokrytego lasami i polami. Jednocześnie znajduje się w bliskim sąsiedztwie większych ośrodków turystycznych leżących nad dużym jeziorem Narie (3 km, Kretowiny, Bogaczewo) oraz nad jeziorem Marąg (3 km, Gubity) i niedaleko miast: Morąga (7 km), Ostródy (23 km), Olsztyna (40 km) i Elbląga (60 km). Region historycznie znany jako Prusy Górne, ze względów turystycznych określa się nazwą Mazury Zachodnie. 
We wsi i okolicach znajdują się pensjonaty i gospodarstwa agroturystyczne. Działa tu jeden sklep spożywczy oraz funkcjonuje położona 2 km od centrum wsi stacja kolejowa Żabi Róg – na linii kolejowej nr 220 Olsztyn – Pasłęk.
Przez wieś prowadzi zielony szlak rowerowy: Łukta – Dragolice – Florczaki – Nowaczyzna – Swojki – Żabi Róg – Gubity – Kozia Góra – Gucin – Kolonia Mostkowo – Łukta, o łącznej długości 27,9 km.

### Zabytki
W centrum wsi znajduje się zabytkowa poniemiecka szkoła, która funkcjonowała do lat 80. XX wieku. Obecnie znajduje się w niej pensjonat. 
Naprzeciwko starej szkoły, obecnie na prywatnej posesji, znajdują się pozostałości niemieckiego pomnika poświęconego ofiarom I wojny światowej (niem. Kriegerdenkmal). Marmurowa tablica z tego pomnika z 42 nazwiskami poległych w latach 1914-1918 żołnierzy pochodzących z Żabiego Rogu i Kretowin przechowywana jest w Muzeum Warmii i Mazur w Olsztynie.
Na obrzeżach wsi, w kierunku na Swojki i Gubity, znajdują się również pozostałości dawnego cmentarza ewangelickiego.
W pobliżu stacji kolejowej natrafiono na ślady po dwóch kurhanach z młodszej epoki brązu.

### Przemysł
W Żabim Rogu swoją siedzibę mają siedzibę zakłady przemysłowe: producent kostki brukowej (Leh-Bam, dawniej Wojewódzka Spółdzielnia Budownictwa Wiejskiego, WSBW) oraz „fabryka domów” (Tech-Bet, d. Zakład Prefabrykacji – Fabryka Domów) produkująca płyty do budowy bloków mieszkalnych. Poza tym na życie i krajobraz wsi oraz okolic wpływ ma duża żwirownia (Zakład Górniczy "Żabi Róg", d. Zakład Produkcji Kruszywa), która do płukania żwiru wykorzystuje naturalny spadek wody pomiędzy jeziorem Marąg a położonym niżej jeziorem Żabim.
Istnieje również szereg mniejszych przedsiębiorstw.

### Edukacja
W 1997 roku w nowym budynku szkoły odbyła się wojewódzka inauguracja roku szkolnego. Mieści się w tam szkoła podstawowa, a w latach 1999–2017 także gimnazjum. 
Przy szkole działa Biblioteka Publiczno–Szkolna, będąca filią Miejskiej Biblioteki Publicznej w Morągu. W bibliotece znajduje również się "muzeum żab", składające się z kolekcji żabich figurek i maskotek. 

### Sport
W szkole działa czołowa polska sekcja unihokeja LUKS „Nolet” Żabi Róg. W Żabim Rogu działały również klubu sportowe piłki nożnej LKS „Żabianka” Żabi Róg (liga okręgowa) oraz LKS "Fabryka".

### Religia
Wieś należy do parafii rzymskokatolickiej we Florczakach. Uroczystości religijne odbywają się w kościele (kaplicy) pod wezwaniem św. Wojciecha w Żabim Rogu.

### Życie społeczne
We wsi działają również min. rada sołecka, Ochotnicza Straż Pożarna, Klub Ludzi Aktywnych „Kum Kum”, Stowarzyszenie Kobiet Wiejskich „Horn” oraz fundacja „Adsum”.
Nad jeziorem zagospodarowana jest plaża wiejska, a w pobliżu siłownia na świeżym powietrzu. Funkcjonują również dwie świetlice (w centrum wsi oraz na osiedlu Fabryka). Nieoficjalnym symbolem wsi jest żaba trzymająca róg, której wizerunki umieszczone są przy wjazdach do wsi.

## Jeziora
- Jezioro Żabie (niem. Horner See) – polodowcowe jezioro, nad którym położona jest wieś; powierzchnia: 24,8 ha, długość 1329 m, szerokość maks. 250 m, głębokość maks. 6,5 m;
- Ciemniak (niem. Zimmeck See, Zimek See) – jezioro o powierzchni 3,11 ha, położone na północny wschód od wsi;
- Montek (niem. Montek Bruch) – zarastające jezioro (bagno) położone około jednego kilometra na północ od wsi[21]
- Narie – duże jezioro (1225,0 ha) położone na północ od centrum wsi; nad południowo-wschodnią zatoką jeziora Narie położona jest kolonia Mały Horn

## Nazwa
W dokumencie lokacyjnym z 1353 roku wieś nosiła nazwę Guldindhorn, czyli Złoty Róg w języku staroniemieckim. Nazwa wsi zapewne nawiązywała do istniejącej tu już wcześniej karczmy Złoty Róg, należącej do niejakiego Jakuba. W późniejszych dokumentach i na mapach aż do końca XVIII wieku wieś występowała pod nazwami Goldenhorn lub Güldenhorn, czyli Złoty Róg. Od około 1785 roku w dokumentach pojawia się skrócona nazwa Horn (niem. „róg”), początkowo używana wymiennie z pełną nazwą, a od XIX wieku do 1945 roku występująca wyłącznie.
Po 1945 roku pierwsi polscy osadnicy początkowo nazywali wieś Horn, Górniki i wreszcie Złoty Róg. Przez krótki czas funkcjonowały obok siebie nazwa wsi Złoty Róg i nazwa stacji kolejowej Żabi Róg. Ostatecznie również wieś oficjalnie nazwano Żabi Róg. Administracyjnie obecna nazwa została zatwierdzona przez Komisję Ustalania Nazw Miejscowych 12 listopada 1946 roku.
Współczesna nazwa Żabi Róg jest połączeniem przedwojennej nazwy Horn ("róg") z nazwą części wsi określanej Poggewinkel (dosłownie "żabi kąt, żabi zakątek"), która według podań miejscowych szczególnie obfitowała w żaby. Według lokalnych przekazów, komunistyczne władze powiatu morąskiego zmieniły nazwę wsi na Żabi Róg po tym, gdy w jednej z olsztyńskich gazet opublikowano list mieszkańca Morąga, który protestował przeciw nazwie Złoty Róg, jakoby nawiązującej do Wesela Stanisława Wyspiańskiego (z cytatu „Miałeś chamie złoty róg...”). 
Do przedwojennej nazwy nawiązują obecnie miejscowe nazwy topograficzne: Horno (jeziorko, obecnie zarosłe) i Mały Horn (kolonia Żabiego Rogu nad jeziorem Narie, osada sąsiadująca z Bogaczewem, administracyjnie należąca do sołectwa Żabi Róg), a także nazwa żabiroskiego Stowarzyszenia Kobiet Wiejskich „Horn”.

## Historia
Początek miejscowości datuje się na rok 1343, gdy Zygfryd von Sitten – główny szpitalnik zakonu krzyżackiego i komtur elbląski – nadał niejakiemu Jakubowi przywilej prowadzenia karczmy. W przywileju tym Jakubowi wyznaczono dwa lata wolnizny, po upływie której miał opłacać roczną daninę w wysokości półtorej grzywny zwykłej monety i czterech gęsi rocznie. Powstanie karczmy sugeruje, że w tym miejscu w latach 40. XIV wieku istniało już jakieś osadnictwo.
Dziesięć lat później, w 1353 roku, w sąsiedztwie karczmy komtur elbląski Ortolf z Trewiru lokował na prawie chełmińskim wieś czynszową pod nazwą Guldindhorn, czyli Złoty Róg. Założeniem wsi na 60 włokach (ok. 538,65 ha) z polecenia komtura zajął się wójt z Morąga. Nieznany z imienia zasadźca wsi otrzymał 6 włók wolnych od daniny i urząd sołtysa. Na 54 włokach wyznaczono daninę w wysokości pół grzywny i dwóch kur od każdej włóki rocznie. Ponieważ nie wspomniano o wolniźnie, można wnioskować, że wieś lokowana była na terenie już zagospodarowanym. W przywileju lokacyjnym mieszkańcy otrzymali także prawo połowu ryb na własne potrzeby w sąsiadującym z wsią jeziorze (obecnie jezioro Żabie). Przywilej lokacyjny został odnowiony w 1420 r., z dodatkowym obciążeniem: sołtys. zobowiązany został do służby zbrojnej w pancerzu, a z włók czynszowych obowiązywało płużne i należność wartownicza oraz dziesięcina dla księdza we Florczakach.
Wieś była bardzo niszczona w czasie wojny w latach 1519–1521, jeszcze w 1543 r. aż 33 włoki ziemi leżało odłogiem, a jedynie 21 było uprawianych. Kolejne znaczne zniszczenia nastąpiły w czasie wojen szwedzkich – wieś nie była w stanie płacić żadnych danin przez dłuższy czas.
Na początku XVII w. we wsi było 16 chłopów, posiadających po 3 włoki. W 1782 r. w Złotym Rogu były 34 „dymy” (gospodarstwa domowe). W 1817 we wsi było 43 domów z 230 mieszkańcami, w 1858 – 70 domów i 495 mieszkańców. W roku 1939 we wsi było 223 gospodarstwa domowe i 769 mieszkańców. 349 osób utrzymywało się z rolnictwa lub leśnictwa, 244 z pracy w przemyśle lub rzemiośle, 61 osób utrzymywało się z pracy w handlu lub komunikacji. W tym czasie było 55 gospodarstw rolnych o powierzchni w granicach 0,5-5 ha, 22 gospodarstwa o areale 5-10 ha, 26 o areale 10-20 hai 14 o powierzchni w granicach 20-100 ha.
Złoty Róg (Horn) należał do parafii ewangelickiej we Florczakach i parafii katolickiej w Morągu. Obsługiwała go stacja pocztowa w Boguchwałach (Reichau).
Jednoklasowa szkoła powstała w XVIII w. W 1939 r. była to już trzyklasowa szkoła z trzema nauczycielami, a uczęszczały do niej dzieci także z pobliskich Kretowin.
Osobliwością wsi była kamienista gleba, toteż o jej mieszkańcach utarło się w okolicy żartobliwe powiedzonko, że u nich „rosną” kamienie niczym ziemniaki.
Od 1945 wieś znajduje się w granicach Polski. W latach 1975–1998 miejscowość administracyjnie należała do województwa olsztyńskiego.  

## W kulturze
O Żabim Rogu wspomniał Zbigniew Nienacki w swojej powieści dla młodzieży Pan Samochodzik i Niewidzialni. Prawdopodobnie Żabi Róg był też inspiracją dla nazwy miejscowości Złoty Róg, w której toczy się akcja wcześniejszej części Pan Samochodzik i Winnetou (Zbigniew Nienacki mieszkał w Jerzwałdzie – 50 km od Żabiego Rogu).

## Osoby związane
- Marek Książek (ur. 1951) – olsztyński dziennikarz, pisarz, satyryk i poeta urodzony w Żabim Rogu, gdzie też mieszkał do 1984 roku[29]